# Esteban Ocon
Esteban José Jean-Pierre Ocon-Khelfane (Évreux, Francia; 17 de septiembre de 1996), más conocido como Esteban Ocon, es un piloto francés de automovilismo. Fue tercero de la Eurocopa de Fórmula Renault 2.0 en 2013, y campeón del Campeonato Europeo de Fórmula 3 de la FIA en 2014 y de GP3 Series en 2015. Debutó en Fórmula 1 en 2016 con Manor y más tarde compitió para Force India y Racing Point. Luego de un año de desarrollo con Mercedes, volvió a este campeonato de la mano de Renault.
Desde de la temporada 2021 formó equipo con Fernando Alonso en la escudería Alpine, obteniendo la primera y única victoria de su carrera en el Gran Premio de Hungría de 2021. En 2023 y 2024 compartió equipo con su compatriota Pierre Gasly. En 2025 pasó a formar parte del equipo Haas con un contrato multi-anual.

## Carrera

### Inicios
Esteban José Jean-Pierre Ocon-Khelfane nació en Évreux el 17 de septiembre de 1996. Su familia paterna es originaria de Málaga (España). Sus padres, Laurent y Sabrina, regentaban un taller cuando él nació.
Ocon descubrió el karting a los 4 años y medio en un centro de ocio, practicando en el jardín de los padres antes de competir en la categoría mini-kart en 2004 y 2005. En 2006, participó en algunas competiciones locales y en el campeonato de Francia donde terminó octavo y fue el mejor principiante. Al año siguiente, ganó el campeonato de Francia, antes de ganar la categoría de cadete en el campeonato de Francia en 2008. 
En 2009, es visto por la estructura de Gravity Sport Management, bajo el liderazgo de Éric Boullier, y entra en la categoría KF3 y juega notablemente la Serie Internacional WSK en la que ocupa el trigésimo quinto lugar. También ocupa el puesto 35 en el Campeonato de España de KF3 y el cuarto en la Copa de Europa de Bridgestone. Al año siguiente, nuevamente en KF3, sus resultados también son modestos: trigésimo quinto de los Open Masters italianos, séptimo en la Copa de invierno, sexto en la WSK Nations Cup y Bridgestone Europe Cup. Sin embargo, obtiene el segundo lugar del Trofeo Andrea Margutti.
Para su última temporada de karting en 2011, Ocon ocupa el vigésimo séptimo lugar en el Trofeo CIK-FIA Karting Academy y decimocuarto en la Campeonato Mundial de Karting para KF3. Novena del FEDER Kart Junior Masters y sexta del Trofeo Andrea Margutti, que fue finalista de la WSK Euro Series, KF3 y campeón KF3 de Francia.
En el año 2012 tuvo su debut en monoplazas, en Fórmula Renault. Al año siguiente fue tercero en la Eurocopa de Fórmula Renault 2.0 con dos triunfos.

### Campeonato Europeo de Fórmula 3 de la FIA

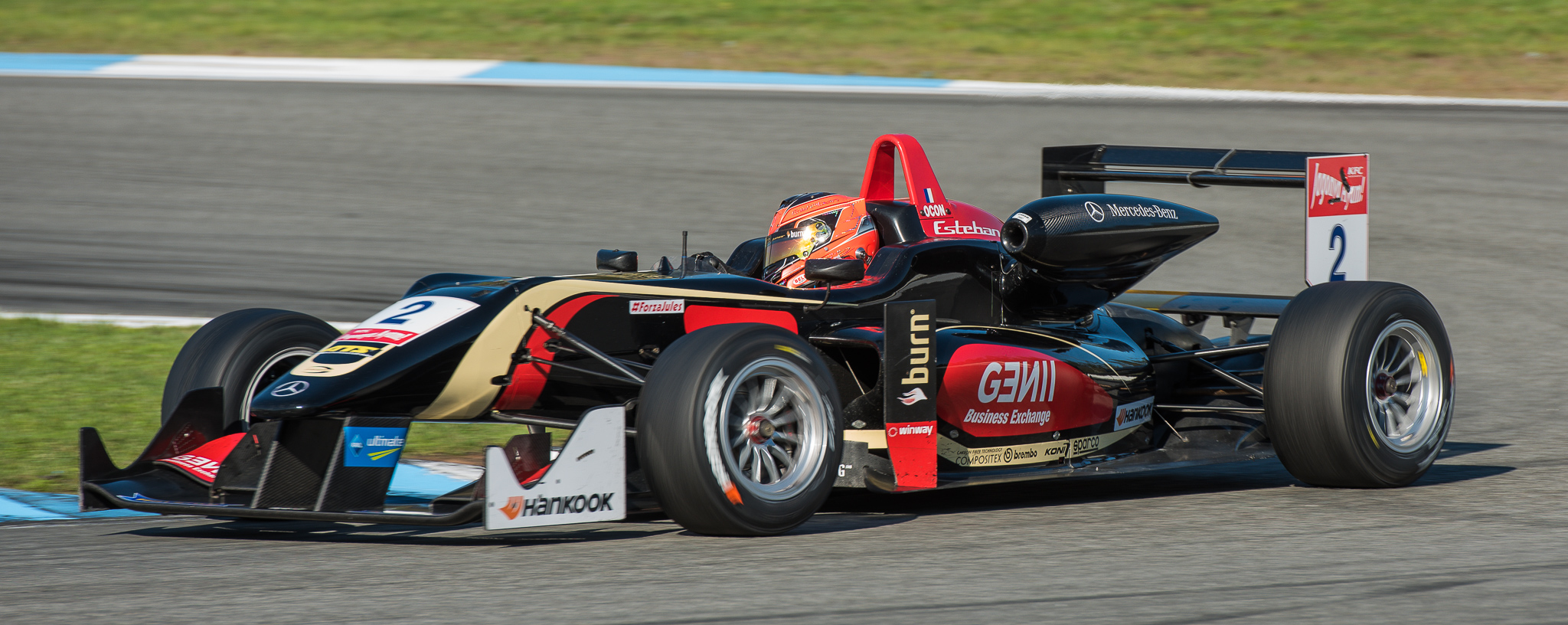
Ocon en el Campeonato Europeo de Fórmula 3 de la FIA 2014.

En 2014 logró un sitio en Fórmula 3 Europea gracias al Prema Powerteam. Había llegado al ecuador de la temporada líder de la clasificación general con 5 victorias, 11 podios, 8 poles y 4 vueltas rápidas. Además estaba en racha, encadenando ocho carreras seguidas donde siempre terminaba entre el 1º y el 2º. A partir de Bélgica, el neerlandés Max Verstappen ganó seis carreras seguidas, apretando mucho el campeonato. Aunque Ocon ganó tres carreras seguidas, pero luego de eso estando seis carreras sin ganar, con un solo podio. Verstappen no lo hizo mucho mejor, pero no logró remontar la diferencia con Ocon. Este supo  ganar el campeonato de la Fórmula 3 Europea de 2014 con 18 años.

### GP3 Series
Ocon entró en la temporada 2015 de GP3 Series de la mano de ART Grand Prix, después de haber ganado el título de la Fórmula 3 Europea a Max Verstappen. Comenzó el año como uno de los favoritos, ganando en su carrera debut, con vuelta rápida incluida. Logró una importante regularidad durante nueve carreras, donde terminó siempre 2º. Luca Ghiotto, máximo rival de Ocon, ganó más carreras que el francés, sin embargo no sumó tantos puntos. Durante el final de temporada, Ocon solamente se bajó del podio en una carrera, consiguiendo su 14.º podio de en la última carrera que le valía para ser campeón de GP3 Series en su primer año.

### DTM
Luego de triunfar en la GP3, Ocon continuó con el equipo ART en 2016, pero en el Deutsche Tourenwagen Masters al volante un Mercedes-Benz Clase C. En las diez carreras que participó, su único resultado puntuable fue un noveno puesto en la primera carrera de Zandvoort.

### Fórmula 1

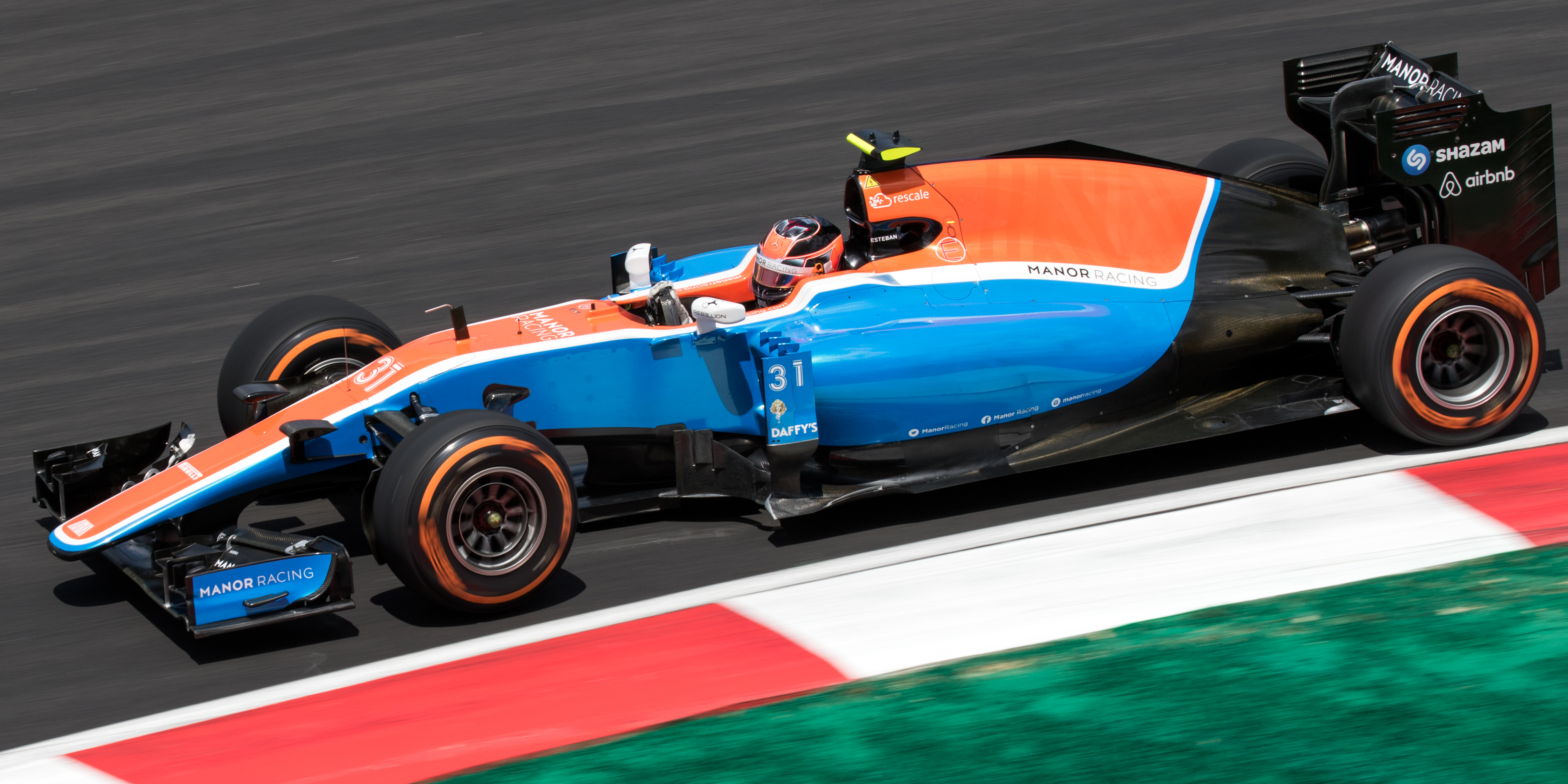
Ocon en el Gran Premio de Malasia de 2016.

#### Piloto de desarrollo (2014-2016)
Sus resultados en competiciones promocionales llamaron la atención de los equipos de la «categoría reina». El primero fue Lotus en 2014, donde Ocon logró pilotar un F1 por primera vez en unos tests. Para la temporada 2015, fue el equipo Sahara Force India F1 Team el que le fichó como su piloto de desarrollo. Después de ganar el título de GP3 Series, Mercedes-Benz lo incorporó en su programa para jóvenes pilotos. Luego, el equipo Renault F1 Team le fichó para ser su piloto de pruebas, llegando a probar varios entrenamientos libres en 2016.

#### Manor (2016)
Ocon dio el gran salto a piloto titular en el GP de Bélgica 2016, donde sustituyó a Rio Haryanto en el modesto equipo Manor Racing MRT. Participó en nueve carreras, aunque todas sin puntuar.

#### Force India/Racing Point (2017-2018)

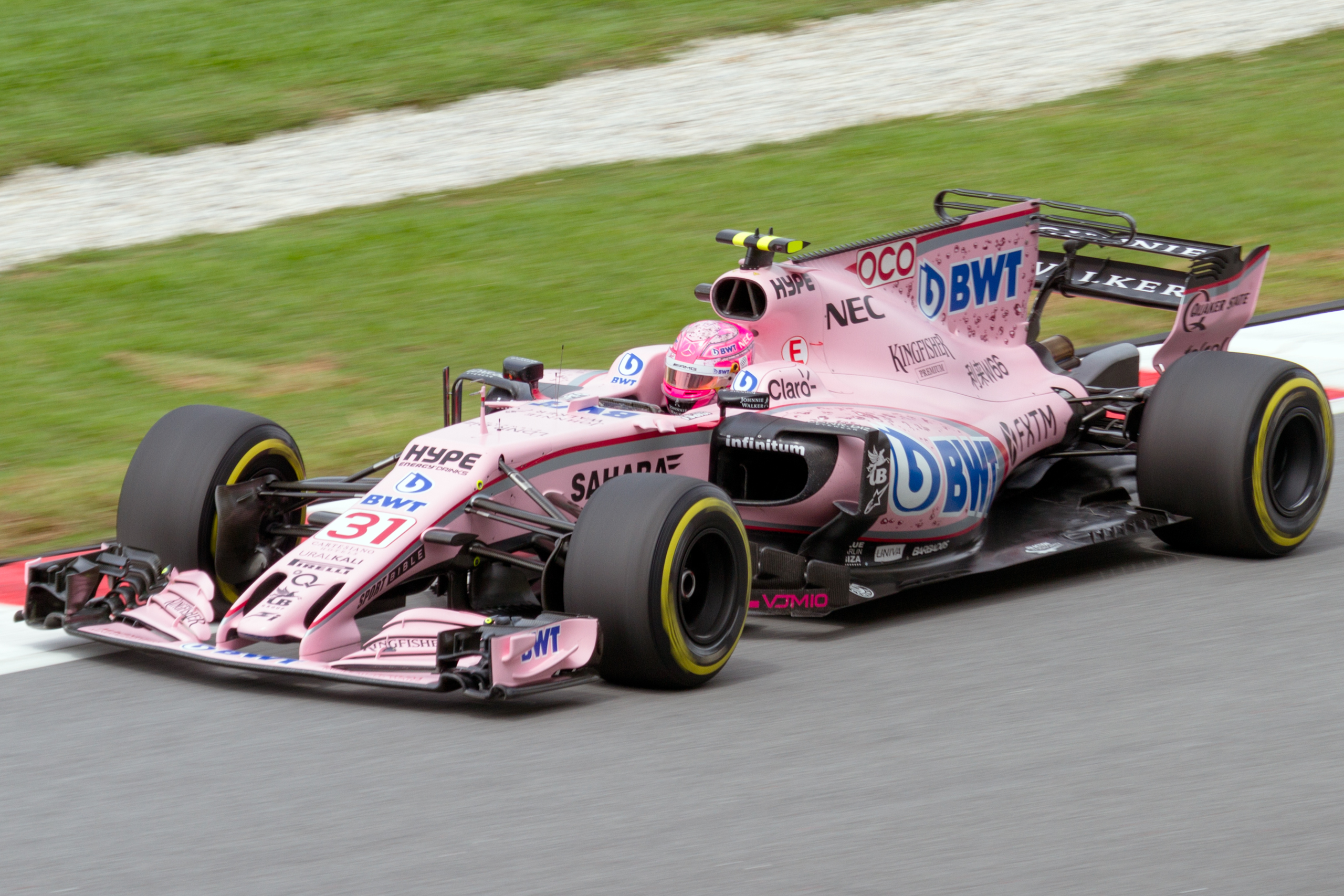
Ocon en el Gran Premio de Malasia de 2017.

En noviembre de 2016 se anunció que Esteban remplazaría a Nico Hülkenberg en Force India para la temporada 2017, siendo compañero de Sergio Pérez. Puntuó en todas las carreras salvo dos, en ambos casos por toques con otros automóviles, destacándose dos quintas posiciones en España y México, y cinco sextas posiciones. De este modo, el francés culminó octavo en el campeonato.
En la siguiente temporada, el rendimiento de ambos pilotos de Force India decayó; Ocon solo sumó en 10 carreras, y finalizó 12.º con menos de 50 puntos, nuevamente detrás de su compañero mexicano.

#### Desarrollo en Mercedes (2019)
Tras quedarse sin asiento en Racing Point para 2019, el francés pasó a ser piloto de desarrollo y reserva de Mercedes. Durante ese año se especuló con que Ocon sea piloto titular en 2020 por Valtteri Bottas, pero a finales de agosto el equipo alemán confirmó la renovación con el finés y Ocon fue finalmente contratado por Renault.

#### Renault (2020)
Ocon compartió equipo con Daniel Ricciardo en reemplazo de Nico Hülkenberg. Previo a su debut en la temporada 2020, el francés fue parte de los entrenamientos postemporada 2019.
En la primera carrera de la temporada, logró sus primeros puntos con el equipo. Finalizó entre los diez primeros con regularidad a lo largo de las 17 carreras, aunque se vio afectado por fallas de fiabilidad que lo hicieron abandonar cuatro ocasiones. Ese año, Ocon logró su primer podio en la Fórmula 1, al finalizar segundo en el Gran Premio de Sakhir. Finalizó esa temporada en el puesto 12 del campeonato, mientras que su compañero Ricciardo fue 5.º sumando casi el doble de puntos.

#### Alpine (2021-2024)
El equipo Renault se renombró Alpine en 2021. El bicampeón Fernando Alonso volvió a la categoría tras dos temporadas de ausencia para remplazar a Ricciardo. En las cinco primeras carreras de la temporada, Ocon sumó puntos en cuatro, en la cuales siempre quedó delante de Alonso. Esta situación se revirtió a partir del GP de Azerbaiyán, en el que el francés se retiró por una falla mecánica. De allí hasta la décima carrera, solamente sumó dos unidades. En el Gran Premio de Hungría, la undécima carrera, Ocon tomó el segundo puesto tras una accidentada primera curva (él comenzó en el octavo puesto). Luego de una bandera roja, Lewis Hamilton, quien iba primero, entró en boxes por neumáticos lisos una vuelta más tarde que el resto de pilotos. El francés tomó la punta de la carrera y desde allí lideró casi la totalidad de las vueltas para lograr su primera victoria y la primera de Alpine en la Fórmula 1.
Inició la temporada 2023 compartiendo equipo con el también francés Pierre Gasly, tras la marcha de Alonso a la escudería Aston Martin. En la primera carrera de la temporada, el Gran Premio de Baréin, no pudo finalizar la carrera e igualó el récord de más penalizaciones en un gran premio de Pastor Maldonado (3).
En la temporada 2024, Ocon lograría su tercer podio en Formula 1 en el Gran Premio de São Paulo, saliendo segundo, en donde incluso lideró la carrera hasta la vuelta 42 gracias a varios incidentes y respectivas banderas rojas bajo una lluvia intensa en el circuito, logrando su mejor resultado desde el Gran Premio de Hungría de 2021.

## Resumen de carrera
| Temporada | Categoría                                       | Equipo                           | Carreras          | Victorias         | Poles             | VR                | Podios            | Puntos            | Pos.              |
| --------- | ----------------------------------------------- | -------------------------------- | ----------------- | ----------------- | ----------------- | ----------------- | ----------------- | ----------------- | ----------------- |
| 2012      | Eurocopa de Fórmula Renault 2.0                 | Koiranen Motorsport              | 14                | 0                 | 0                 | 0                 | 1                 | 31                | 14.º              |
| 2012      | Fórmula Renault 2.0 Alpes                       | Koiranen Motorsport              | 9                 | 0                 | 0                 | 1                 | 2                 | 69                | 7.º               |
| 2013      | Eurocopa de Fórmula Renault 2.0                 | ART Junior Team                  | 14                | 2                 | 1                 | 1                 | 5                 | 159               | 3.º               |
| 2013      | Copa de Europa del Norte de Fórmula Renault 2.0 | ART Junior Team                  | 8                 | 1                 | 0                 | 1                 | 3                 | 122               | 12.º              |
| 2013      | Gran Premio de Macao                            | Prema Powerteam                  | 2                 | 0                 | 0                 | 0                 | 0                 | N/A               | 10.º              |
| 2014      | Campeonato Europeo de Fórmula 3 de la FIA       | Prema Powerteam                  | 33                | 9                 | 15                | 7                 | 21                | 478               | 1.º               |
| 2014      | Fórmula Renault 3.5 Series                      | Comtec Racing                    | 3                 | 0                 | 0                 | 0                 | 0                 | 2                 | 23.º              |
| 2014      | Fórmula 1                                       | Lotus F1 Team                    | Piloto de pruebas | Piloto de pruebas | Piloto de pruebas | Piloto de pruebas | Piloto de pruebas | Piloto de pruebas | Piloto de pruebas |
| 2015      | GP3 Series                                      | ART Grand Prix                   | 18                | 1                 | 3                 | 5                 | 14                | 253               | 1.º               |
| 2016      | Deutsche Tourenwagen Masters                    | Mercedes-Benz DTM Team ART       | 10                | 0                 | 0                 | 0                 | 0                 | 2                 | 26.º              |
| 2016      | Fórmula 1                                       | Renault Sport F1 Team            | Piloto de pruebas | Piloto de pruebas | Piloto de pruebas | Piloto de pruebas | Piloto de pruebas | Piloto de pruebas | Piloto de pruebas |
| 2016      | Fórmula 1                                       | Manor Racing MRT                 | 9                 | 0                 | 0                 | 0                 | 0                 | 0                 | 23.º              |
| 2017      | Fórmula 1                                       | Sahara Force India F1 Team       | 20                | 0                 | 0                 | 0                 | 0                 | 87                | 8.º               |
| 2018      | Fórmula 1                                       | Sahara Force India F1 Team       | 12                | 0                 | 0                 | 0                 | 0                 | 49                | 12.º              |
| 2018      | Fórmula 1                                       | Racing Point Force India F1 Team | 9                 | 0                 | 0                 | 0                 | 0                 | 49                | 12.º              |
| 2019      | Fórmula 1                                       | Renault F1 Team                  | Piloto de pruebas | Piloto de pruebas | Piloto de pruebas | Piloto de pruebas | Piloto de pruebas | Piloto de pruebas | Piloto de pruebas |
| 2020      | Fórmula 1                                       | Renault DP World F1 Team         | 17                | 0                 | 0                 | 0                 | 1                 | 62                | 12.º              |
| 2021      | Fórmula 1                                       | Alpine F1 Team                   | 22                | 1                 | 0                 | 0                 | 1                 | 74                | 11.º              |
| 2022      | Fórmula 1                                       | BWT Alpine F1 Team               | 22                | 0                 | 0                 | 0                 | 0                 | 92                | 8.º               |
| 2023      | Fórmula 1                                       | BWT Alpine F1 Team               | 22                | 0                 | 0                 | 0                 | 1                 | 58                | 12.º              |
| 2024      | Fórmula 1                                       | BWT Alpine F1 Team               | 23                | 0                 | 0                 | 1                 | 1                 | 23                | 14.º              |
| 2024      | Fórmula 1                                       | MoneyGram Haas F1 Team           | Piloto de pruebas | Piloto de pruebas | Piloto de pruebas | Piloto de pruebas | Piloto de pruebas | Piloto de pruebas | Piloto de pruebas |
| 2025      | Fórmula 1                                       | MoneyGram Haas F1 Team           | Disputándose      | Disputándose      | Disputándose      | Disputándose      | Disputándose      | Disputándose      | Disputándose      |
| Fuente:   |                                                 |                                  |                   |                   |                   |                   |                   |                   |                   |

## Resultados

### Eurocopa de Fórmula Renault 2.0
(Clave) (negrita indica pole position) (cursiva indica vuelta rápida)

| Año  | Escudería           | 1        | 2       | 3        | 4        | 5        | 6        | 7        | 8         | 9        | 10       | 11      | 12      | 13        | 14        | Pos. | Puntos |
| ---- | ------------------- | -------- | ------- | -------- | -------- | -------- | -------- | -------- | --------- | -------- | -------- | ------- | ------- | --------- | --------- | ---- | ------ |
| 2012 | Koiranen Motorsport | ALC 1 19 | ALC 2 5 | SPA 1 21 | SPA 2 24 | NÜR 1 12 | NÜR 2 18 | MSC 1 8  | MSC 2 Ret | HUN 1 21 | HUN 2 18 | LEC 1 9 | LEC 2 3 | CAT 1 Ret | CAT 2 Ret | 14.º | 31     |
| 2013 | ART Junior Team     | ALC 1 2  | ALC 2 6 | SPA 1 8  | SPA 2 7  | MSC 1 4  | MSC 2    | RBR 1 11 | RBR 2 14  | HUN 1 2  | HUN 2 4  | LEC 1 9 | LEC 2 1 | CAT 1 7   | CAT 2 1   | 3.º  | 159    |

### Campeonato Europeo de Fórmula 3 de la FIA
(Clave) (negrita indica pole position) (cursiva indica vuelta rápida)

| Año  | Escudería       | Motor    | 1       | 2       | 3     | 4       | 5       | 6       | 7     | 8     | 9       | 10      | 11      | 12      | 13        | 14    | 15      | 16      | 17       | 18      | 19    | 20      | 21      | 22       | 23        | 24       | 25      | 26      | 27        | 28    | 29      | 30    | 31      | 32      | 33      | Pos. | Puntos |
| ---- | --------------- | -------- | ------- | ------- | ----- | ------- | ------- | ------- | ----- | ----- | ------- | ------- | ------- | ------- | --------- | ----- | ------- | ------- | -------- | ------- | ----- | ------- | ------- | -------- | --------- | -------- | ------- | ------- | --------- | ----- | ------- | ----- | ------- | ------- | ------- | ---- | ------ |
| 2014 | Prema Powerteam | Mercedes | SIL 1 2 | SIL 2 1 | SIL 3 | HOC 1 9 | HOC 2 1 | HOC 3 2 | PAU 1 | PAU 2 | PAU 3 2 | HUN 1 2 | HUN 2 1 | HUN 3 1 | SPA 1 Ret | SPA 2 | SPA 3 2 | NOR 1 2 | NOR 2 14 | NOR 3 2 | MSC 1 | MSC 2 1 | MSC 3 1 | RBR 1 13 | RBR 2 Ret | RBR 3 13 | NÜR 1 6 | NÜR 2 3 | NÜR 3 Ret | IMO 1 | IMO 2 4 | IMO 3 | HOC 1 7 | HOC 2 4 | HOC 3 7 | 1.º  | 478    |

### Fórmula Renault 3.5 Series
(Clave) (negrita indica pole position) (cursiva indica vuelta rápida)

| Año     | Escudería     | 1     | 2     | 3     | 4     | 5     | 6     | 7     | 8     | 9     | 10    | 11    | 12      | 13        | 14       | 15       | 16    | 17    | Pos. | Puntos |
| ------- | ------------- | ----- | ----- | ----- | ----- | ----- | ----- | ----- | ----- | ----- | ----- | ----- | ------- | --------- | -------- | -------- | ----- | ----- | ---- | ------ |
| 2014    | Comtec Racing | MNZ 1 | MNZ 2 | ALC 1 | ALC 2 | MON 1 | SPA 1 | SPA 2 | MSC 1 | MSC 2 | NÜR 1 | NÜR 2 | HUN 1 9 | HUN 2 DNS | LEC 1 14 | LEC 2 12 | JER 1 | JER 2 | 23.º | 2      |
| Fuente: |               |       |       |       |       |       |       |       |       |       |       |       |         |           |          |          |       |       |      |        |

### GP3 Series
(Clave) (negrita indica pole position) (cursiva indica vuelta rápida puntuable)
| Año  | Escudería      | 1   | 1   | 2   | 2   | 3   | 3   | 4   | 4   | 5   | 5   | 6   | 6   | 7   | 7   | 8   | 8   | 9   | 9   | Pos. | Puntos | Ref.   |
| ---- | -------------- | --- | --- | --- | --- | --- | --- | --- | --- | --- | --- | --- | --- | --- | --- | --- | --- | --- | --- | ---- | ------ | ------ |
| 2015 | ART Grand Prix | BAR | BAR | SPI | SPI | SIL | SIL | BUD | BUD | SPA | SPA | MNZ | MNZ | SOC | SOC | SAK | SAK | YMC | YMC | 1.º  | 253    | [ 30 ] |
| 2015 | ART Grand Prix | 1   | 7   | 3   | DSQ | 6   | 2   | 2   | 2   | 2   | 2   | 2   | 2   | 2   | 2   | 3   | 2   | 4   | 3   | 1.º  | 253    | [ 30 ] |

### Deutsche Tourenwagen Masters
(Clave) (negrita indica pole position) (cursiva indica vuelta rápida)

| Año     | Escudería                  | Automóvil            | 1         | 2         | 3        | 4        | 5        | 6        | 7         | 8        | 9       | 10       | 11    | 12    | 13    | 14    | 15    | 16    | 17    | 18    | Pos. | Puntos |
| ------- | -------------------------- | -------------------- | --------- | --------- | -------- | -------- | -------- | -------- | --------- | -------- | ------- | -------- | ----- | ----- | ----- | ----- | ----- | ----- | ----- | ----- | ---- | ------ |
| 2016    | Mercedes-Benz DTM Team ART | Mercedes-AMG C63 DTM | HOC 1 Ret | HOC 2 Ret | SPL 1 20 | SPL 2 18 | LAU 1 23 | LAU 2 15 | NOR 1 Ret | NOR 2 13 | ZAN 1 9 | ZAN 2 18 | MSC 1 | MSC 2 | NÜR 1 | NÜR 2 | HUN 1 | HUN 2 | HOC 1 | HOC 2 | 26.º | 2      |
| Fuente: |                            |                      |           |           |          |          |          |          |           |          |         |          |       |       |       |       |       |       |       |       |      |        |

### Fórmula 1
(Clave) (negrita indica pole position) (cursiva indica vuelta rápida)

| Año     | Escudería                        | 1       | 2       | 3       | 4       | 5       | 6       | 7       | 8       | 9       | 10      | 11      | 12     | 13      | 14      | 15      | 16     | 17      | 18      | 19      | 20     | 21      | 22     | 23      | 24  | Pos. | Puntos |
| ------- | -------------------------------- | ------- | ------- | ------- | ------- | ------- | ------- | ------- | ------- | ------- | ------- | ------- | ------ | ------- | ------- | ------- | ------ | ------- | ------- | ------- | ------ | ------- | ------ | ------- | --- | ---- | ------ |
| 2014    | Lotus F1 Team                    | AUS     | MYS     | BHR     | CHN     | ESP     | MON     | CAN     | AUT     | GBR     | GER     | HUN     | BEL    | ITA     | SIN     | JPN     | RUS    | USA     | BRA     | ABU TD  |        |         |        |         |     |      |        |
| 2016    | Renault Sport F1 Team            | AUS     | BHR     | CHN     | RUS     | ESP TD  | MON     | CAN     | EUR     | AUT     | GBR TD  | HUN TD  | GER TD |         |         |         |        |         |         |         |        |         |        |         |     | 23.º | 0      |
| 2016    | Manor Racing MRT                 |         |         |         |         |         |         |         |         |         |         |         |        | BEL 16  | ITA 18  | SIN 18  | MYS 16 | JPN 21  | USA 18  | MEX 21  | BRA 12 | ABU 13  |        |         |     | 23.º | 0      |
| 2017    | Sahara Force India F1 Team       | AUS 10  | CHN 10  | BHR 10  | RUS 7   | ESP 5   | MON 12  | CAN 6   | AZE 6   | AUT 8   | GBR 8   | HUN 9   | BEL 9  | ITA 6   | SIN 10  | MYS 10  | JPN 6  | USA 6   | MEX 5   | BRA Ret | ABU 8  |         |        |         |     | 8.º  | 87     |
| 2018    | Sahara Force India F1 Team       | AUS 12  | BHR 10  | CHN 11  | AZE Ret | ESP Ret | MON 6   | CAN 9   | FRA Ret | AUT 6   | GBR 7   | GER 8   | HUN 13 |         |         |         |        |         |         |         |        |         |        |         |     | 12.º | 49     |
| 2018    | Racing Point Force India F1 Team |         |         |         |         |         |         |         |         |         |         |         |        | BEL 6   | ITA 6   | SIN Ret | RUS 9  | JPN 9   | USA DSQ | MEX 11  | BRA 14 | ABU Ret |        |         |     | 12.º | 49     |
| 2020    | Renault DP World F1 Team         | AUT 8   | EST Ret | HUN 14  | GBR 6   | 70A 8   | ESP 13  | BEL 5   | ITA 8   | TOS Ret | RUS 7   | EIF Ret | POR 8  | EMI Ret | TUR 11  | BHR 9   | SAK 2  | ABU 9   |         |         |        |         |        |         |     | 12.º | 62     |
| 2021    | Alpine F1 Team                   | BHR 13  | EMI 9   | POR 7   | ESP 9   | MON 9   | AZE Ret | FRA 14  | EST 14  | AUT Ret | GBR 9   | HUN 1   | BEL 7~ | NED 9   | ITA 10  | RUS 14  | TUR 10 | USA Ret | MEX 13  | SÃO 8   | QAT 5  | ARA 4   | ABU 9  |         |     | 11.º | 74     |
| 2022    | BWT Alpine F1 Team               | BHR 7   | ARA 6   | AUS 7   | EMI 14  | MIA 8   | ESP 7   | MON 12  | AZE 10  | CAN 6   | GBR Ret | AUT 56  | FRA 8  | HUN 9   | BEL 7   | NED 9   | ITA 11 | SIN Ret | JPN 4   | USA 11  | MEX 8  | SÃO 8   | ABU 7  |         |     | 8.º  | 92     |
| 2023    | BWT Alpine F1 Team               | BHR Ret | ARA 8   | AUS 14† | AZE 15  | MIA 9   | MON 3   | ESP 8   | CAN 8   | AUT 147 | GBR Ret | HUN Ret | BEL 8  | NED 10  | ITA Ret | SIN Ret | JPN 9  | QAT 7   | USA Ret | MEX 10  | SÃO 10 | LVG 4   | ABU 12 |         |     | 12.º | 58     |
| 2024    | BWT Alpine F1 Team               | BHR 17  | ARA 13  | AUS 16  | JPN 15  | CHN 11  | MIA 10  | EMI 14  | MON Ret | CAN 10  | ESP 10  | AUT 12  | GBR 16 | HUN 19  | BEL 9   | NED 15  | ITA 14 | AZE 15  | SIN 13  | USA 18  | MEX 13 | SÃO 2   | LVG 17 | QAT Ret | ABU | 14.º | 23     |
| 2025*   | MoneyGram Haas F1 Team           | AUS 13  | CHN 5   | JPN 18  | BHR 8   | ARA 14  | MIA 12  | EMI Ret | MON 7   | ESP 16  | CAN 9   | AUT 10  | GBR 13 | BEL 155 | HUN 16  | NED     | ITA    | AZE     | SIN     | USA     | MEX    | SÃO     | LVG    | QAT     | ABU | 10.º | 27     |
| Fuente: |                                  |         |         |         |         |         |         |         |         |         |         |         |        |         |         |         |        |         |         |         |        |         |        |         |     |      |        |

- * Temporada en progreso.